# Louis Reybaud

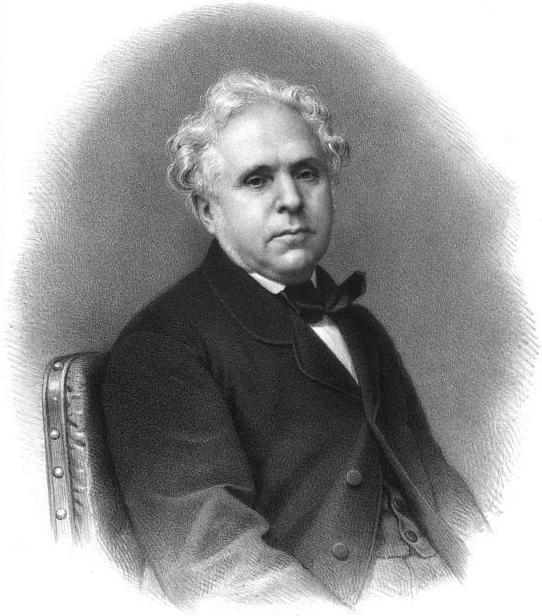
Louis Reybaud 1865

Louis Reybaud (* 15. August 1799 in Marseille; † 26. Oktober 1879 in Paris) war ein französischer Schriftsteller.

## Leben
Louis Reybaud absolvierte das berühmte Oratorianer-Collège de Juilly in Juilly. Dann machte er Handelsreisen für seinen Vater. 1829 ging er nach Paris und wurde Journalist und Schriftsteller mit einem Schwerpunkt auf der Volkswirtschaft und der sozialen Frage.
1842 veröffentlichte er eines der erfolgreichsten Bücher seiner Zeit, einen Bildungsroman in Voltairescher Manier als perfektes Abbild der französischen Gesellschaft der Julimonarchie: Jérôme Paturot à la recherche d’une position sociale (deutsch: Jerome Paturot auf der Jagd nach einer gesellschaftlichen Stellung). Es folgten weitere Erzählwerke, von denen vier ebenfalls ins Deutsche übersetzt wurden.
Reybauds Studien über die sozialistischen Reformer seiner Zeit brachten ihm 1850 den Sitz Nr. 2 in der Sektion Moral und Soziologie der Académie des sciences morales et politiques ein. Im Auftrag der Akademie veröffentlichte er Berichte über die Lage der Arbeiter in den verschiedenen Manufakturen. Schließlich war er bekannt als Autor von Büchern über Entdeckungsreisen. Sechs seiner Titel erlebten ab 1977 Neuauflagen oder Nachdrucke.

## Werke (Auswahl)

### Expeditionen, Seefahrt, Reisen und Entdeckungen
- (mit Agricol-Joseph Fortia d’Urban, Jean-Joseph Marcel und Achille Tenaille de Vaulabelle) Histoire scientifique et militaire de l’expédition française en Égypte. Précédée d’une introduction présentant le tableau de l’Égypte ancienne et moderne, depuis les Pharaons jusqu’aux successeurs d’Ali-Bey et suivie du récit des événements survenus en ce pays depuis le départ des Français et sous le règne de Mohammed-Ali. 10 Bde. Paris 1830–1836.
- Voyage pittoresque autour du monde. Résumé général des voyages de découvertes de Magellan, Tasman, Dampier,... 2 Bde. Paris 1934–1935.
- (mit Isidore Justin Taylor) La Syrie, l’Égypte, la Palestine et la Judée, considérées sous leur aspect historique, archéologique, descriptif et pittoresque. 2 Bde. Paris 1839.
- La Polynésie et les îles Marquises. Voyages et marine accompagnées d’un voyage en Abyssinie et d’un coup d’oeil sur la canalisation de l’isthme de Panama. Guillaumin, Paris 1843.
- La Vie de corsaire. Roman maritime et colonial. Lévy, Paris 1854. Hrsg. Barbara T. Cooper. L’Harmattan, Paris 2020.

### Sozialismusforschung
- Études sur les réformateurs contemporains ou socialistes modernes, Saint-Simon, Charles Fourier, Robert Owen. Paris 1840. (Grand Prix Monthyon 1841)
- Études sur les réformateurs ou socialistes modernes. La société et le socialisme, les communistes, les chartistes, les utilitaires, les humanitaires. Paris 1843. 6. Auflage. Guillaumin, Paris 1849.
- Études sur les réformateurs ou socialistes modernes. 2 Bde. Guillaumin, Paris 1864. Slatkine, Genf 1979.

### Industrieforschung
- L’industrie en Europe. Lévy, Paris 1856.
- Études sur le régime des manufactures. Condition des ouvriers en soie. Lévy, Paris 1859. Slatkine, Genf 1978.
- Le coton, son régime, ses problèmes, son influence en Europe. Études sur le régime des manufactures. Lévy, Paris 1863. Slatkine, Genf 1982.
- La laine. Nouvelle série des études sur le régime des manufactures. Lévy, Paris 1867.
- Fourchambault et Commentry. Rapport sur la condition morale intellectuelle et matérielle des ouvriers qui vivent de l’industrie du fer. Colas, Paris 1868.
- Rapport sur la condition morale, intellectuelle et matérielle des ouvriers qui vivent de l’industrie du fer. In: Mémoires de l’Académie des sciences morales et politiques 13, 1872.
- Le fer et la houille. Le Canon Krupp. Le Familistère de Guise. Dernière série des études sur le régime des manufactures. Lévy, Paris 1874. G. Monfort, Saint-Pierre-de-Salerne 1977.

### Erzählwerk: Jérôme Paturot
- Jérôme Paturot à la recherche d’une position sociale. Paulin, Paris 1842. Belin, Paris 1997.
  - (deutsch) Jerome Paturot auf der Jagd nach einer gesellschaftlichen Stellung. Reichardt, Berlin 1845. (übersetzt von Julius Lasker)
  - (deutsch) Jérome Paturot bemüht, eine gesellschaftliche Stellung zu gewinnen. Reichardt, Berlin 1847.
  - (deutsch) Jérome Paturot, oder der Kampf und Stellung in der Gesellschaft. Hallberger, Stuttgart 1845.
- Jérôme Paturot à la recherche de la meilleure des Républiques. Paris 1843. 4 Bde.  Michel Lévy frères, Paris 1848–1849.
  - (deutsch) Jérome Paturot auf dem Wege zu Aufsuchung der besten Republik. Kollmann, Leipzig 1848.

### Weiteres Erzählwerk
- Marie Brontin. 2 Bde. Lévy, Paris 1850.
- Athanase Robichon candidat perpétuel à la Présidence de la République. Lévy, Paris 1851. (Roman)
- Moeurs et portraits du temps. 2 Bde. Lévy, Paris 1853.
- Nouvelles. Le dernier des commis voyageurs. Les idoles d’argile. Le capitaine Martin. Les aventures d’un fifre. Lévy, Paris 1852.
  - (deutsch) Der Letzte Commis-Voyageur, und Abenteuer eines Pfeifers. Ergötzliche Historien, Streiche und Fahrten. J. Scheible, Stuttgart 1857.
- La Comtesse de Mauléon. Lévy, Paris 1853.
- La Vie à rebours. Lévy, Paris 1854.
  - (deutsch) Das Leben von der Kehrseite. 2 Bde. Hartleben, Pest, Wien und Leipzig 1855. (übersetzt von Legné)
- Scènes de la vie moderne. Lévy, Paris 1855.
  - (deutsch) Scenen modernen Lebens. Roman. J. Ludwig & A. Zang, Wien 1855. (übersetzt von Friedrich Günther)
- La vie de l’employé. Corbeil 1855.
- Ce qu’on peut voir dans une rue. Impressions d’un gardien de Paris. Lévy, Paris 1858.
- Édouard Mongeron. Lévy, Paris 1860.
- Mathias l’humoriste. Lévy, Paris 1860.
- Splendeurs et infortunes de Narcisse Mistigris. Lévy, Paris 1874.